# Bella d'estate (Mika)
Bella d'estate è un singolo del cantante britannico Mika, pubblicato il 28 agosto 2020.

## Descrizione
Il singolo è la cover del successo di Mango Bella d'estate e vede la partecipazione del cantante italiano Michele Bravi.

## Tracce
Testi di Giuseppe Mango e Lucio Dalla.
1. Bella d'estate (feat. Michele Bravi) – 3:32